# Northwind (álbum de Falconer)
Nortwind es el quinto álbum de la banda Falconer, el primero después del regreso del cantante Mathias Blad desde Chapters From a Vale Forlorn. Fue un cambio radical frente a su antecesor Grime vs. Grandeur, retomando sus raíces con un estilo Folk Metal.

## Temas
| N.º | Título                               | Duración |  |
| 1.  | «Northwind»                          | 4:15     |  |
| 2.  | «Waltz With The Dead»                | 3:49     |  |
| 3.  | «Spirit Of The Hawk»                 | 3:39     |  |
| 4.  | «Legend And The Lore»                | 3:25     |  |
| 5.  | «Catch The Shadows»                  | 4:29     |  |
| 6.  | «Tower Of The Queen»                 | 4:22     |  |
| 7.  | «Long Gone By»                       | 3:50     |  |
| 8.  | «Perjury And Sanctity»               | 4:20     |  |
| 9.  | «Fairyland Fanfare»                  | 3:23     |  |
| 10. | «Himmel Sa Trind»                    | 3:11     |  |
| 11. | «Blinded»                            | 4:20     |  |
| 12. | «Delusion»                           | 5:05     |  |
| 13. | «Home Of The Knave»                  | 4:11     |  |
| 14. | «Black Tarn»                         | 1:55     |  |
| 15. | «Kristallen Den Fina* (Bonus Track)» | 2:31     |  |
| 16. | «Ridom, Ridom* (Bonus Track)»        | 2:22     |  |
| 17. | «Liten Vatte* (Bonus Track)»         | 1:57     |  |
| 18. | «Vårvindar Friska* (Bonus Track)»    | 2:43     |  |

- *Bonus Tracks Digipack Release en Sueco.

## Intérpretes
- Mathias Blad: Voz, Teclados
- Stefan Weinerhall: Guitarra, coros
- Jimmy Hedlund: Guitarra, coros
- Magnus Linhardt: Bajo
- Karsten Larsson: Batería